# Comitê Internacional de Taxonomia de Vírus

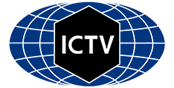
Logotipo oficial

O Comitê Internacional de Taxonomia de Vírus (identificado por sua sigla em inglês, ICTV) autoriza e organiza a classificação taxonômica e as nomenclaturas dos vírus. O ICTV desenvolveu um esquema taxonômico universal para vírus e, portanto, tem os meios para descrever, nomear e classificar apropriadamente todos os vírus que afetam organismos vivos. Os membros do Comitê Internacional de Taxonomia de Vírus são considerados virologistas especialistas. O ICTV foi formado e é administrado pela Divisão de Virologia da União Internacional de Sociedades Microbiológicas. O trabalho detalhado, como delimitar os limites das espécies dentro de uma família, normalmente é realizado por grupos de estudo de especialistas nas famílias.

## Objetivos
Os objetivos do Comitê Internacional de Taxonomia de Vírus são:
1. Para desenvolver uma taxonomia internacionalmente aceita para vírus.
2. Para estabelecer nomes internacionalmente aceitos para taxa de vírus.
3. Comunicar aos virologistas as decisões tomadas a respeito da classificação e nomenclatura dos vírus, por meio da realização de reuniões e publicação de relatórios.
4. Para manter um índice oficial de nomes aceitos de taxa de vírus.
5. Para estudar os efeitos do vírus na sociedade moderna e seu comportamento.

## História
O Comitê Internacional de Nomenclatura de Vírus (ICNV) foi criado em 1966, no Congresso Internacional de Microbiologia em Moscou, para padronizar a nomenclatura de vírus. O ICVN publicou seu primeiro relatório em 1971.  
O ICNV foi renomeado como Comitê Internacional de Taxonomia de Vírus em 1974.

## ReportsICTV
O ICTV publicou relatórios de taxonomia de vírus cerca de duas vezes por década desde 1971 (listados abaixo - "Reports"). O nono relatório do ICTV foi publicado em dezembro de 2011; o conteúdo agora está disponível gratuitamente no site da ICTV. A partir de 2017, o décimo relatório ICTV será publicado online no site ICTV e terá acesso gratuito com capítulos individuais atualizados continuamente. A taxonomia de 2018 está disponível online, incluindo uma planilha Excel para download de todas as espécies reconhecidas.

## Reports
- Viruses, International Committee on Nomenclature of; Wildy, Peter (1971). Classification and nomenclature of viruses. Col: 1st report. [S.l.: s.n.] Out of print
- Viruses, International Committee on Taxonomy of; Fenner, Frank (1976). Classification and nomenclature of viruses. Col: 2nd report. [S.l.: s.n.] ISBN 978-3805524186
- Viruses, International Committee on Taxonomy of; Matthews, Richard Ellis Ford; Section On Virology, International Association of Microbiological Societies (1979). Classification and nomenclature of viruses. Col: 3rd report. [S.l.: s.n.] ISBN 978-3805505239
- Ellis, Richard; Matthews, Ford, eds. (1982). Classification and nomenclature of viruses. Col: 4th report. [S.l.]: Karger. 199 páginas. ISBN 9783805535571
- Viruses, International Committee on Taxonomy of; Francki, R. I. B (1991). Classification and nomenclature of viruses. Col: 5th report. [S.l.: s.n.] ISBN 978-3211822869
- Murphy, Frederik A (1995). Virus taxonomy: classification and nomenclature of viruses. Col: 6th report. [S.l.: s.n.] ISBN 978-3211825945
- Viruses, International Committee On Taxonomy Of; Van Regenmortel, M. H. V; Fauquet, C. M; Bishop, D. H. L (2000). Virus taxonomy: classification and nomenclature of viruses. Col: 7th report. [S.l.: s.n.] ISBN 978-0123702005
- Fauquet, C.M., ed. (2005). Virus taxonomy: classification and nomenclature of viruses. Col: 8th report. [S.l.]: Elsevier/Academic Press. ISBN 978-0080575483
- King, Andrew M. Q.; Lefkowitz, Elliot; Adams, Michael J.;  et al., eds. (2011). Virus taxonomy: classification and nomenclature of viruses. Col: 9th report. [S.l.]: Elsevier/Academic Press. 1338 páginas. ISBN 9780123846846 Also available online.
- ICTV 10th (online) Report